# Dwór w Trzcinicy
Dwór w Trzcinicy – zabytkowy zespół dworski powstały w XVIII i XIX w., wraz z parkiem, znajdujący się w miejscowości Trzcinica koło Jasła.

## Opis
Założenie dworskie z barokową okazałością ukształtowało się w końcu XVIII w. W tym czasie Trzcinica stanowiła starostwo niegrodowe trzymane przez generała majora wojsk koronnych Wilhelma Siemieńskiego i jego żonę Petronelę z Reklewskich Siemieńską. W 1777 przejętą przez rząd austriacki Trzcinicę wykupili Siemieńscy i przekazali w wianie swojej córce Annie Jabłonowskiej, a ta następnie swojej córce Józefie Stadnickiej. W czasie rabacji galicyjskiej w 1846 r. Józefa Stadnicka uratowała dwór przed hordami chłopów, rozświetlając go i eksponując portret cesarskiej pary. Nie wiadomo co stało się ze starym dworem w następnych latach, ponieważ w 1905 r. na jego trójpoziomowych piwnicach kolejny właściciel dóbr trzcinickich, Samuel Onufry Włodek, zbudował pawilon z przylegającą do niego wieżą, w której mieściła się kaplica.  
Dwór w czasie I wojny światowej, podczas nieobecności ówczesnego właściciela Stanisława Wojtynkiewicza, uległ znacznym zniszczeniom. W 1945 cały majątek dworski ówczesnej właścicielki Barbary Kierpiec, córki Wojtynkiewicza, o powierzchni 100,61 ha został znacjonalizowany. Obszar 30,54 ha, z zabudowaniami dworskimi i parkiem o powierzchni 3,50 ha, przeznaczono dla organizowanej szkoły rolniczej. Zachowały się następujące elementy założenia:
- neogotycki pawilon z 1905, potem przebudowany, z charakterystyczną trójkondygnacyjną wieżą nakrytą namiotowym dachem, o ostrołukowych oknach i blendach
- dwie bliźniacze oficyny parterowe z XVIII w. przebudowane w XIX w., wysoko podpiwniczone, nakryte czterospadowymi dachami, do których przylegają dawna stajnia i oranżeria
- dawny budynek browarny z XIX w., parterowy, przekształcony w oficynę
- spichlerz piętrowy, murowany z początku XIX w.
- budynek gospodarczy na rzucie w kształcie litery L, mieszczący wozownię
- pozostałości parku z przełomu XVIII/XIX w.; przetrwało w nim sporo starodrzewu, głównie dębów, klonów i lip[2][3].

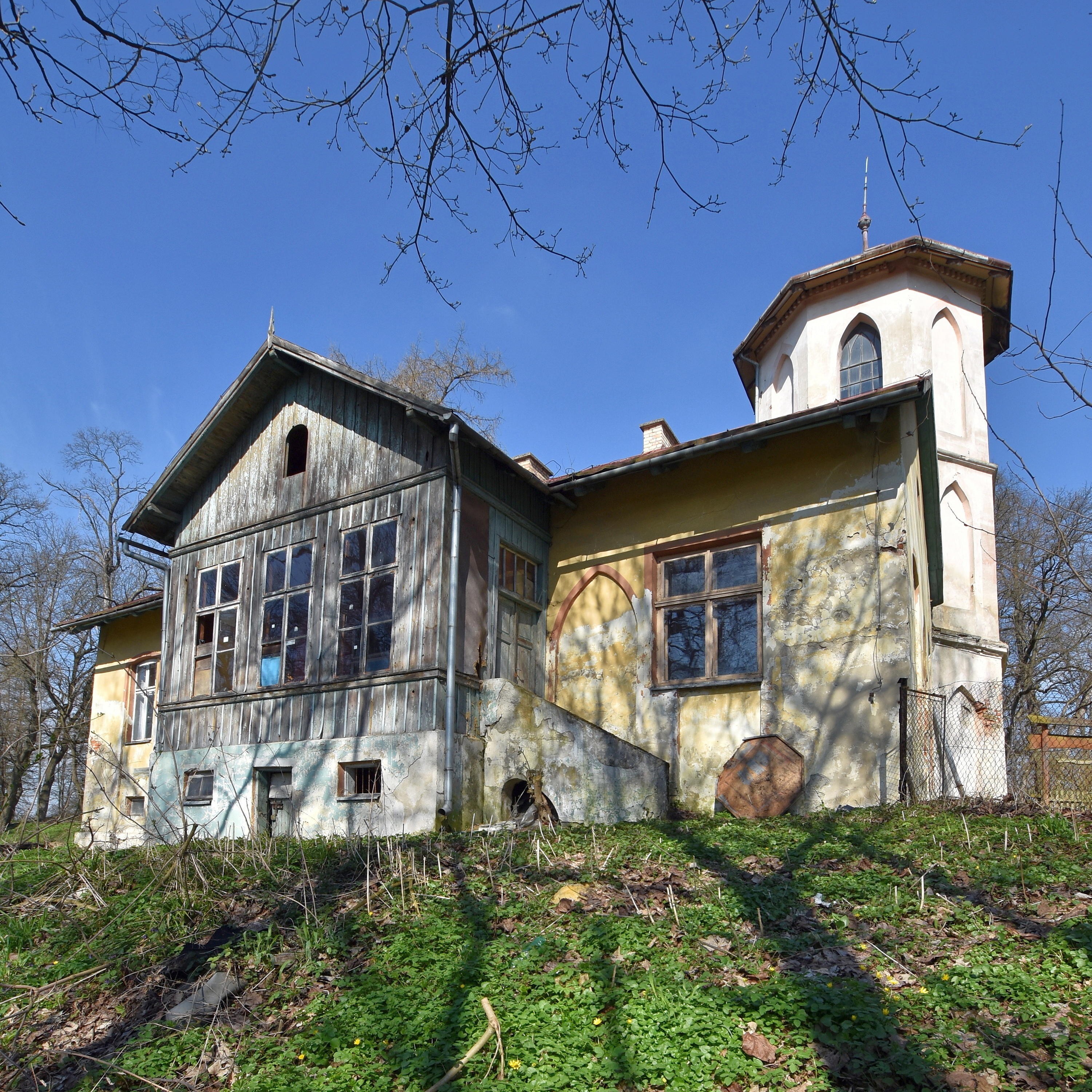
Dwór od południa
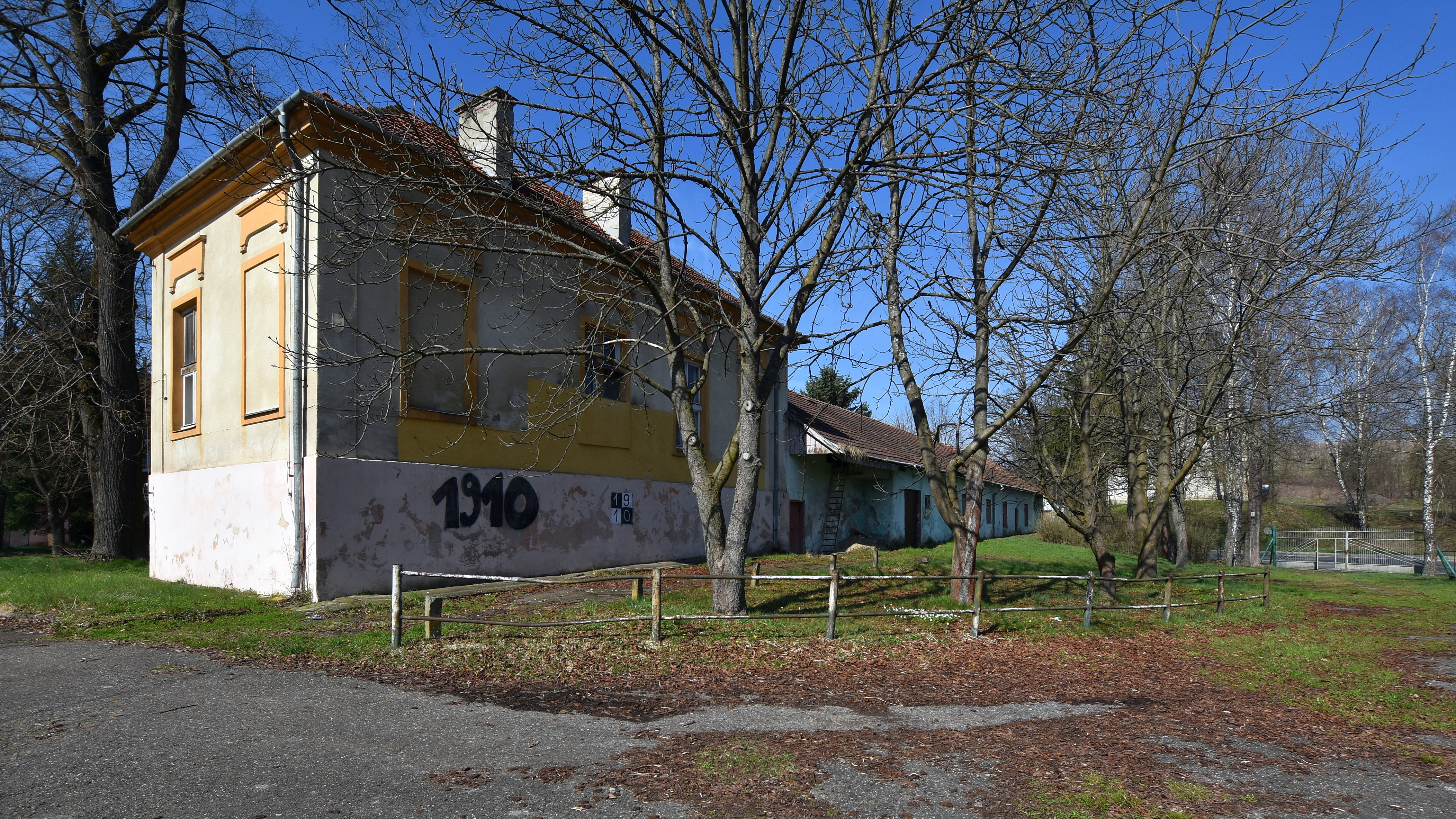
Oficyna wschodnia
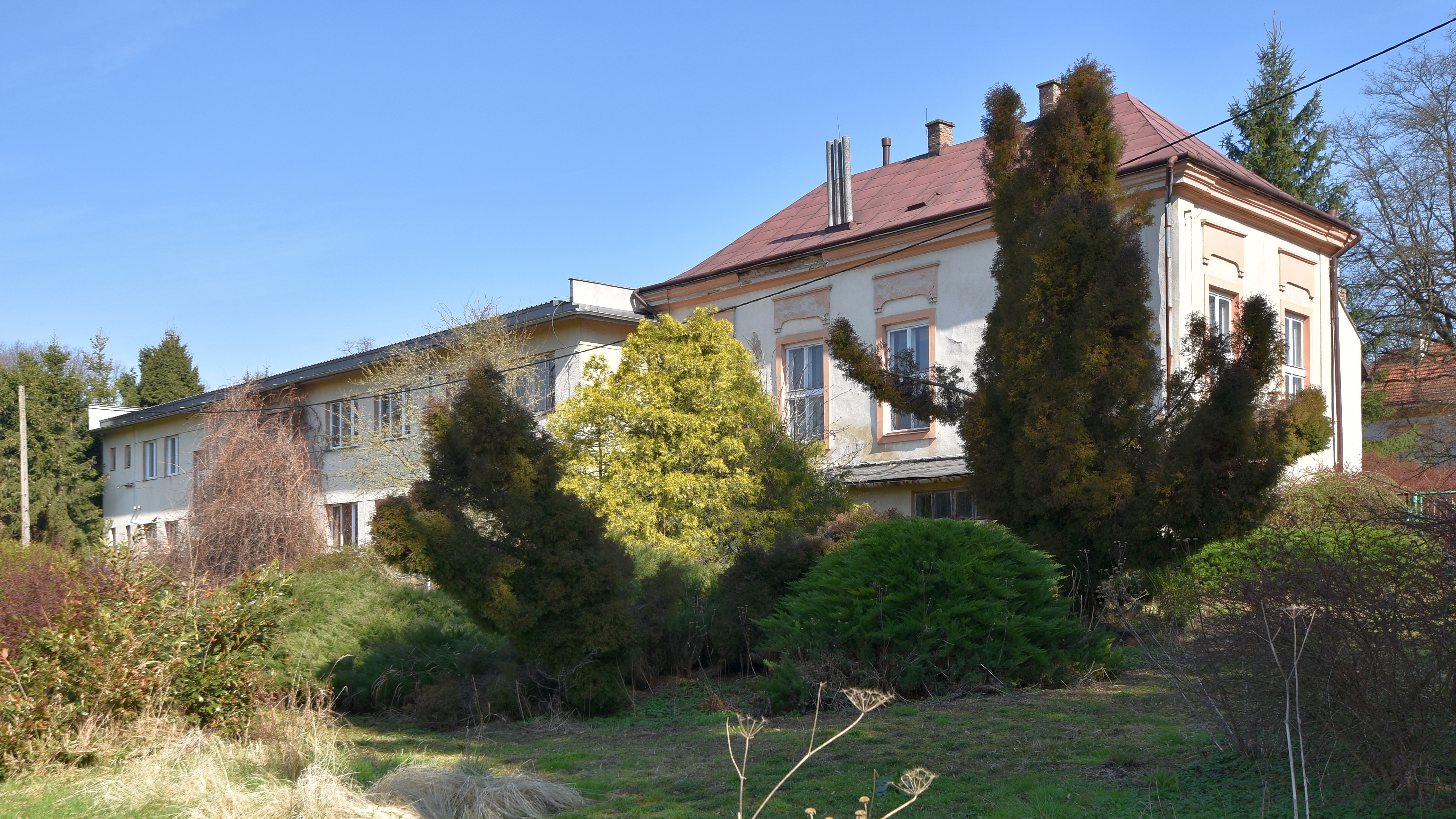
Oficyna zachodnia
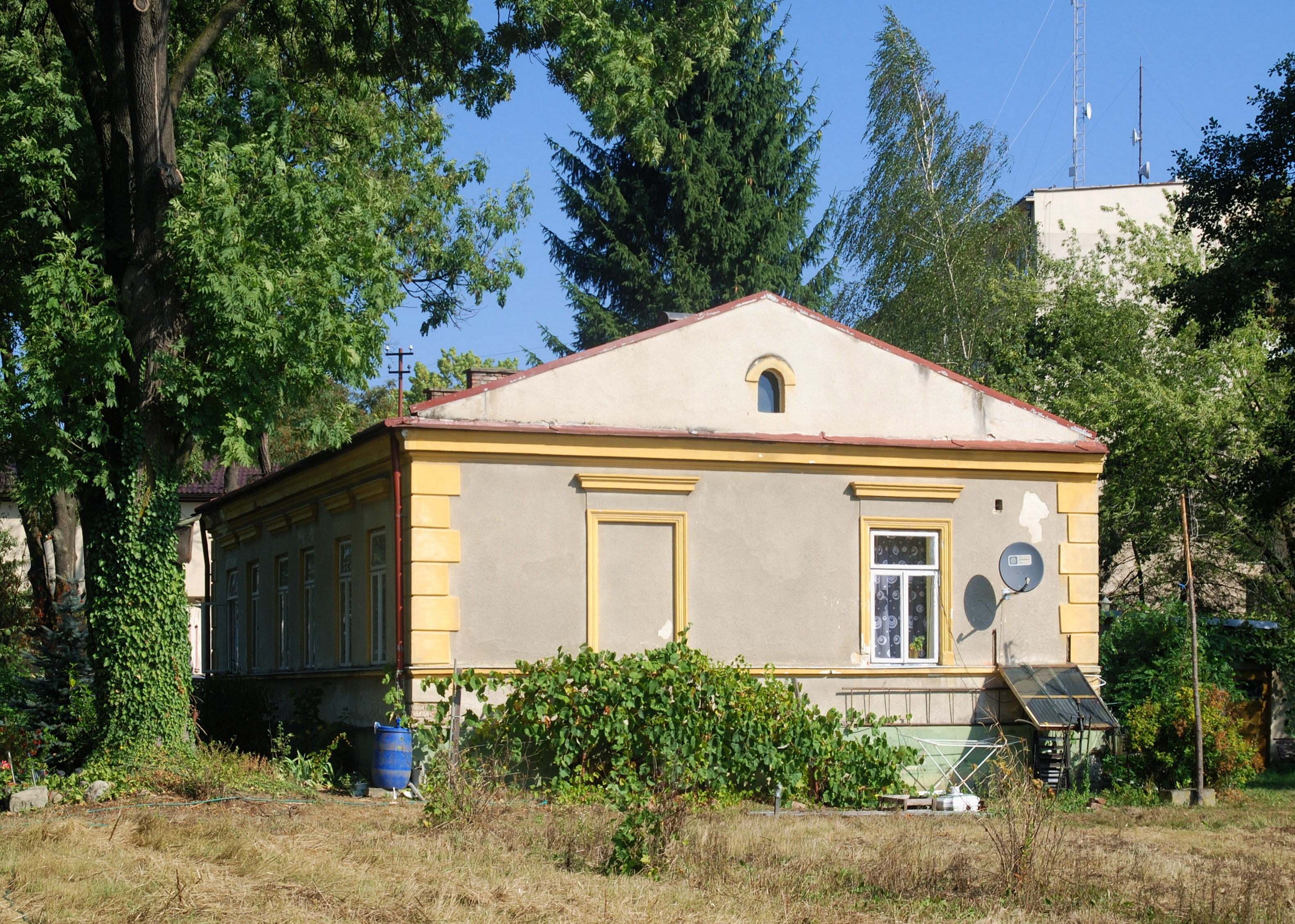
Oficyna browarna
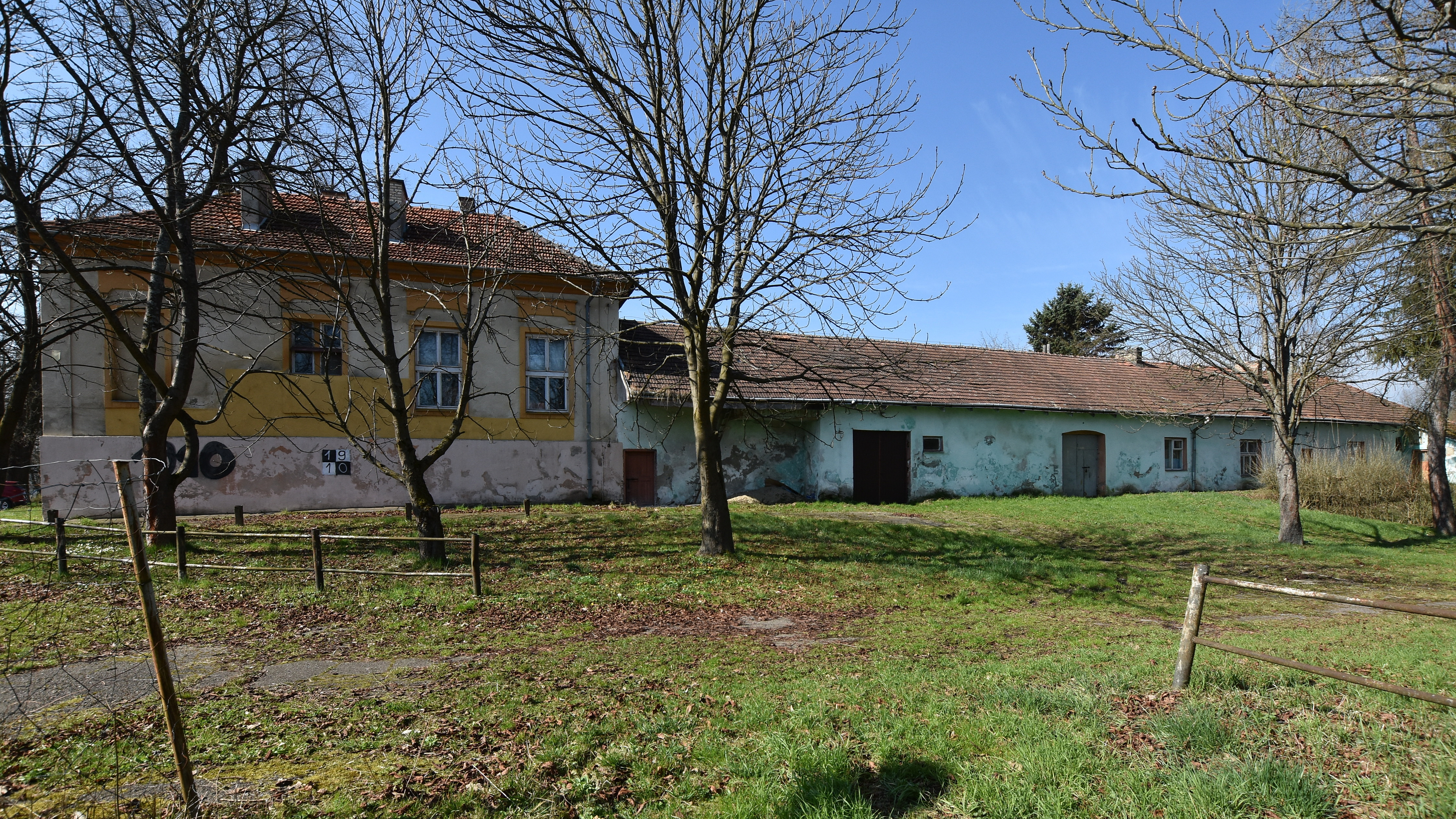
Stajnia
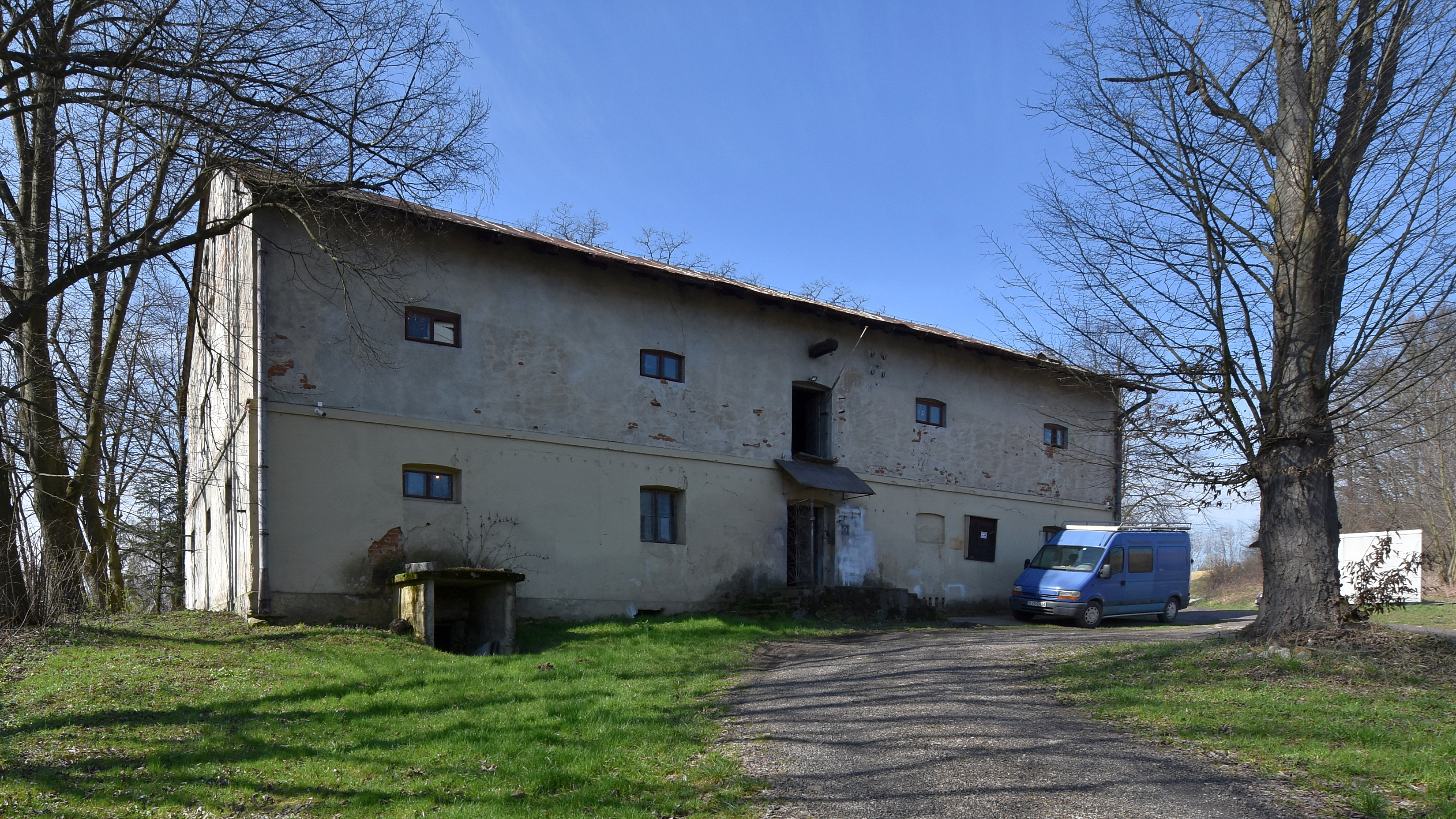
Spichlerz
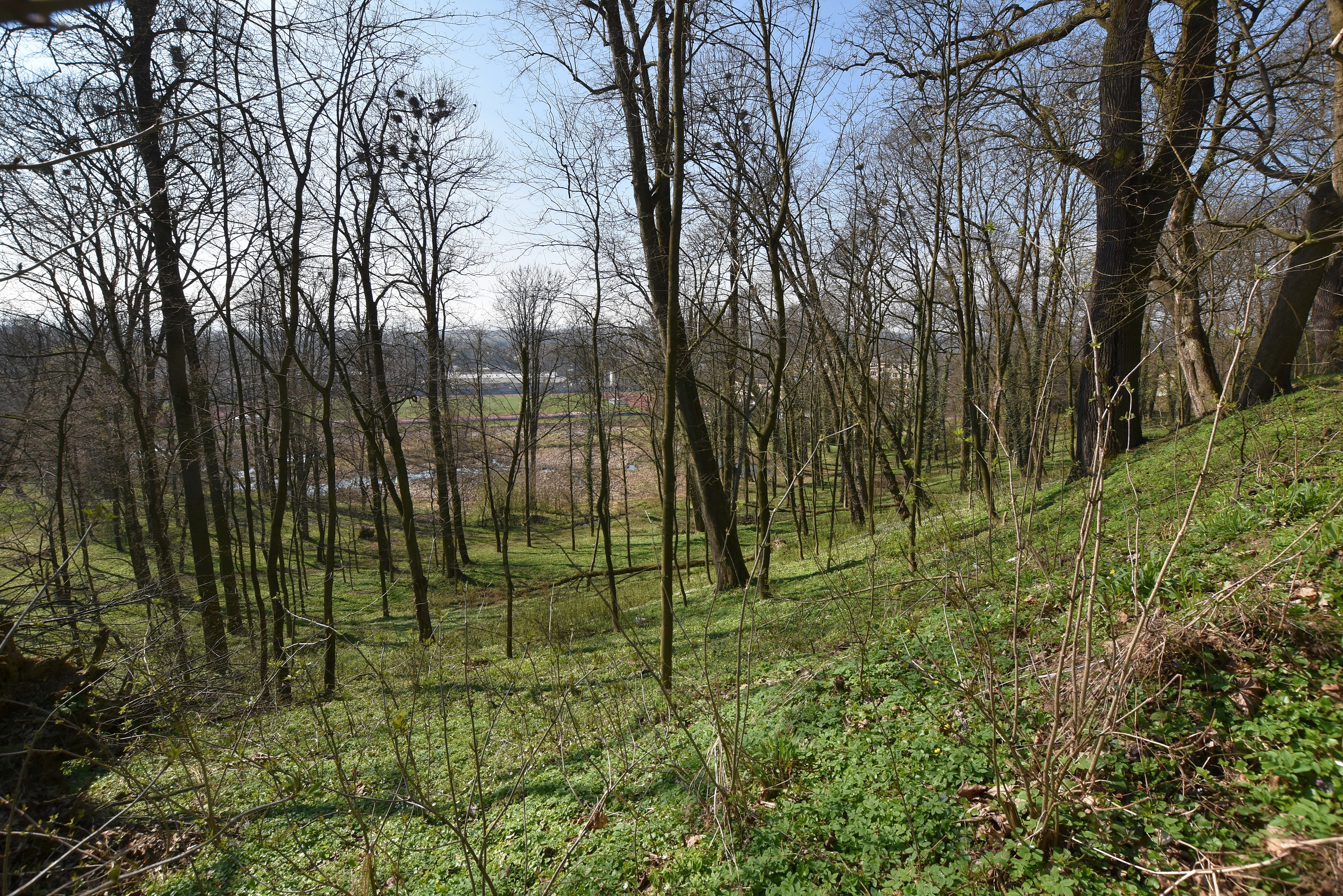
Pozostałości parku